# Towarzystwo Przyjaciół Siatkówki Rumia
Il Towarzystwo Przyjaciół Siatkówki Rumia è una società pallavolistica femminile polacca con sede a Rumia. Milita nel massimo campionato della Polonia.

## Storia della società
Il Towarzystwo Przyjaciół Siatkówki Rumia nasce nel 1998, nella città di Gdynia. Il club attuale nasce nel 2003, col trasferimento nella città di Rumia. In pochi anni il TPS Rumia scala le categorie del campionato polacco, fino a debuttare in PlusLiga nella stagione 2010-11.